# Тестерице
Тестерице представљају ручни алат за резање биљних делова (материјала). Поред тестерица у овој групи су ножеви и маказе. Овај део калемарског прибора није неопходан у расадницима јер се код метода калемљења које се употребљавају за украсне биљке ретко користе подлоге већих пречника за чије превршивање у воћарству тестерице углавном и служе. Тестерица треба да има оштре и нешто растављеније зупце да се свеже и сочно дрво не би ломило и кидало. Облици тестерица су различити, а од важнијих особина треба дати предност оним облицима код којих је могуће покретати челични лист са зупцима у оквиру и подешавати угао сечења. Тестерице се оштре посебним турпијама.